# Écluse de Jouarres
L'écluse de Jouarres est une écluse à chambre simple du canal du Midi. Construite vers 1674, elle se trouve à 142,7 km de Toulouse à 49 m d'altitude. Les écluses adjacentes sont l'écluse d'Homps à l'est et l'écluse de Puichéric, à l'ouest.
Elle est située sur la commune d'Azille dans le département de l'Aude en région Occitanie.